# Автошлях Т 2614
Автошля́х Т 2614 — автомобільний шлях територіального значення у Чернівецькій області. Пролягає територією Чернівецького району через Валя Кузьмину—перетин із E85. Загальна довжина — 12,3 км.

## Маршрут
Автошлях проходить через такі населені пункти:
| Автошлях Т 2614     |                  |
| Чернівецька область |                  |
| Чернівецький район  |                  |
| Валя Кузьмина       |                  |
|                     | перетин з E85М19 |